# 蓬托米尔
蓬托米尔（法語：Pontaumur，法語發音：[pɔ̃tomyʁ]），法国中部市镇，位于奥弗涅-罗讷-阿尔卑斯大区多姆山省，隶属于里永区，其市镇面积为13.81平方公里，2022年1月1日时人口数量为659人，在法国城市中排名第14,079位。
蓬托米尔位于多姆山省西部，锡乌莱河谷内，是一个区域性的中心城市，多条公路在此交汇。

## 地名来源
根据当地官方网站的论述，“Pontaumur”转写自“Pont au mur”，可能与当地历史上一座山脚下的桥梁有关。
蓬托米尔所处区域历史上曾通行奥克语奥弗涅方言，“Pontaumur”在奥克语维基百科中被标记为“Pònt au Mur”，在Openstreetmap中对应的拼写形式则与法语相同。

## 历史
蓬托米尔的早期历史尚不清楚。中世纪时，蓬托米尔为朗多涅堂区的一部分。1464年，在法兰西国王路易十一的要求下，当地建成了一座横跨锡乌莱河的桥梁，此桥使利摩日和克莱蒙费朗之间的道路得以贯通。此后，得益于商路发展，蓬托米尔逐渐成为一个区域性的商贸中心，当地领主在蓬托米尔兴建了绍旺斯城堡（Château de Chauvence）。1737年，蓬托米尔原有的桥梁被一座三孔石桥代替。法国大革命后，蓬托米尔成为多姆山省的一个市镇，并成为该省的一个县治。绍旺斯城堡于1795年被拆除。1882年，朗多涅从蓬托米尔分离，成为一个独立市镇。19世纪末至20世纪初，蓬托米尔人口数量曾大幅下降。1905年，蓬托米尔附近举办了戈登·本内特山地汽车赛。第一次世界大战期间，蓬托米尔接纳了数十名来自凡尔登地区的难民。自1999年起，蓬托米尔每年夏季举办“Bach en Combrailles”音乐节。2015年，蓬托米尔县被撤销。

## 地理

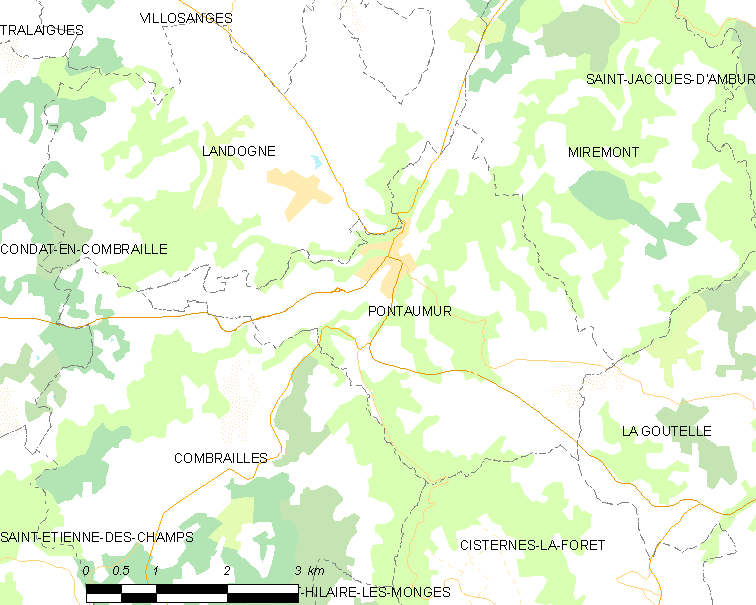
蓬托米尔市镇范围地图

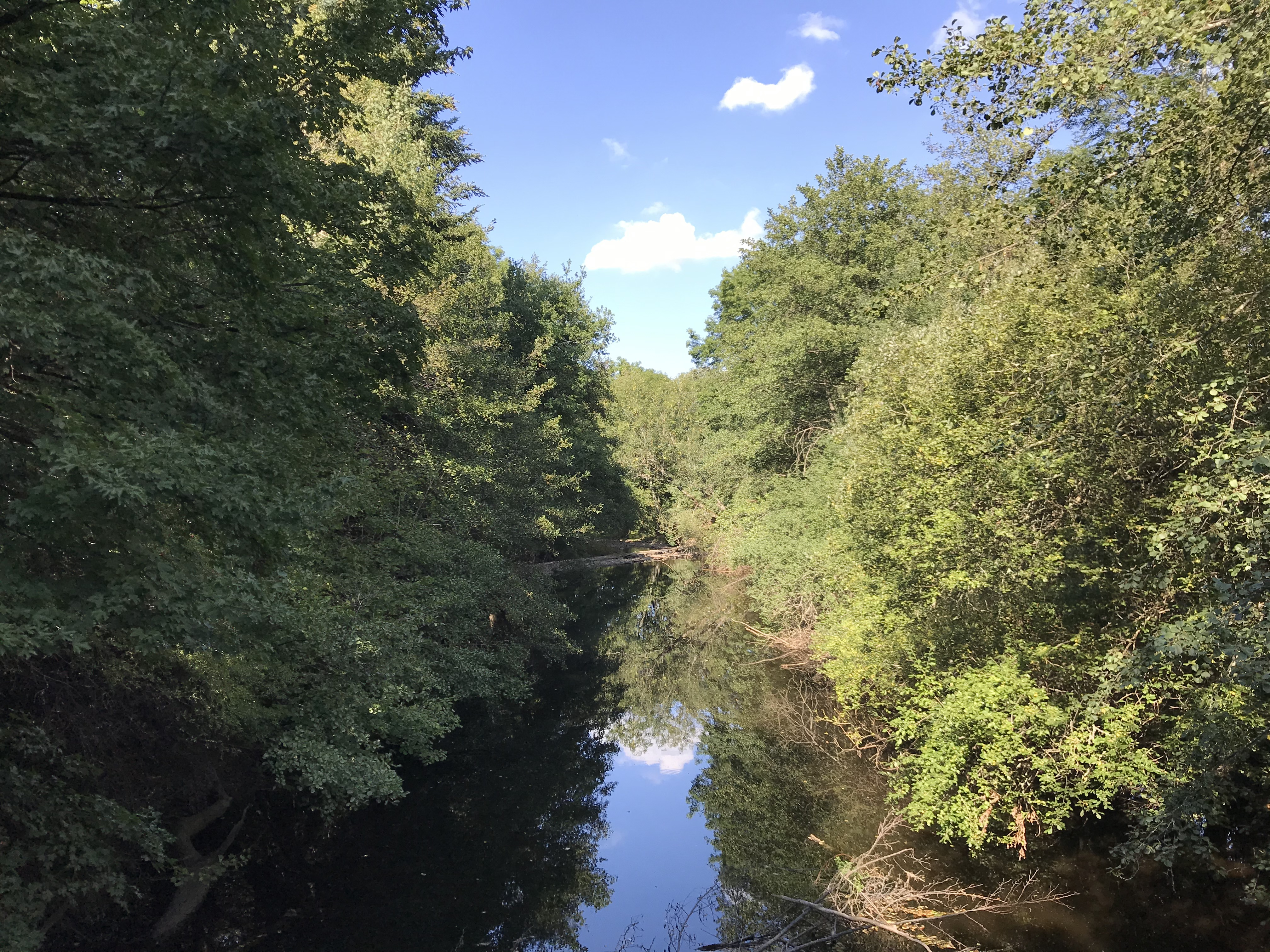
锡乌莱河蓬托米尔段

蓬托米尔位于法国中部偏南，奥弗涅-罗讷-阿尔卑斯大区西部和多姆山省西部，距离省会克莱蒙费朗大约42公里。与蓬托米尔接壤的市镇包括：米尔蒙、朗多涅、孔布拉耶、拉古泰勒和锡斯泰讷拉福雷。

### 地形
蓬托米尔位于法国中央高原腹地，孔布拉耶山南段，境内以丘陵为主，市镇中心位于一处坡地较缓的河谷地带，全境海拔在525到755米之间。

### 水文
蓬托米尔位于卢瓦尔河流域范围内，锡乌莱河自南向北流经镇中心，其左岸支流索纳德河（La Saunade）和右岸支流法瓦里河（Le Favary）均在此与其交汇。

### 植被
蓬托米尔属于温带阔叶混交林区，林地广泛分布于河流附近及坡地地带。
在鲜花城市的评比中，蓬托米尔暂未被评级。

### 气候
蓬托米尔在柯本气候分类法中属于带有大陆性及山地特征的温带海洋性气候（Cfb）。
距离蓬托米尔最近的常年气象站位于热勒境内，以下为该气象站的数据（其中日照数据取自克莱蒙费朗）：
| 热勒 1981年－2019年 | 热勒 1981年－2019年 | 热勒 1981年－2019年 | 热勒 1981年－2019年 | 热勒 1981年－2019年 | 热勒 1981年－2019年 | 热勒 1981年－2019年 | 热勒 1981年－2019年 | 热勒 1981年－2019年 | 热勒 1981年－2019年 | 热勒 1981年－2019年 | 热勒 1981年－2019年 | 热勒 1981年－2019年 | 热勒 1981年－2019年 |
| 月份                | 1月                 | 2月                 | 3月                 | 4月                 | 5月                 | 6月                 | 7月                 | 8月                 | 9月                 | 10月                | 11月                | 12月                | 全年                |
| ------------------- | ------------------- | ------------------- | ------------------- | ------------------- | ------------------- | ------------------- | ------------------- | ------------------- | ------------------- | ------------------- | ------------------- | ------------------- | ------------------- |
| 历史最高温 °C（°F） | 19 (66)             | 22.3 (72.1)         | 23.5 (74.3)         | 27.6 (81.7)         | 30.4 (86.7)         | 35.3 (95.5)         | 36.8 (98.2)         | 37.8 (100.0)        | 32.5 (90.5)         | 27.5 (81.5)         | 25.1 (77.2)         | 21 (70)             | 37.8 (100.0)        |
| 平均高温 °C（°F）   | 5.5 (41.9)          | 6.6 (43.9)          | 9.7 (49.5)          | 12.4 (54.3)         | 16.9 (62.4)         | 20.5 (68.9)         | 23.3 (73.9)         | 23.1 (73.6)         | 19.3 (66.7)         | 15.1 (59.2)         | 9.1 (48.4)          | 6.1 (43.0)          | 14 (57)             |
| 日均气温 °C（°F）   | 1.9 (35.4)          | 2.5 (36.5)          | 5.1 (41.2)          | 7.4 (45.3)          | 11.5 (52.7)         | 14.8 (58.6)         | 17.3 (63.1)         | 17 (63)             | 13.6 (56.5)         | 10.3 (50.5)         | 5.3 (41.5)          | 2.6 (36.7)          | 9.1 (48.4)          |
| 平均低温 °C（°F）   | −1.8 (28.8)         | −1.6 (29.1)         | 0.4 (32.7)          | 2.4 (36.3)          | 6.1 (43.0)          | 9.1 (48.4)          | 11.3 (52.3)         | 10.8 (51.4)         | 7.9 (46.2)          | 5.5 (41.9)          | 1.5 (34.7)          | −0.9 (30.4)         | 4.2 (39.6)          |
| 历史最低温 °C（°F） | −25 (−13)           | −20.2 (−4.4)        | −19.8 (−3.6)        | −7.2 (19.0)         | −3 (27)             | −1.5 (29.3)         | 2 (36)              | 1 (34)              | −2.2 (28.0)         | −8.5 (16.7)         | −12.5 (9.5)         | −17.5 (0.5)         | −25 (−13)           |
| 平均降水量 mm（）   | 88.1 (3.47)         | 77.3 (3.04)         | 79.7 (3.14)         | 89.6 (3.53)         | 97.4 (3.83)         | 99.6 (3.92)         | 76.2 (3.00)         | 80.8 (3.18)         | 89.9 (3.54)         | 86.3 (3.40)         | 91.7 (3.61)         | 91.5 (3.60)         | 1,048.1 (41.26)     |
| 月均日照時數        | 88.9                | 108.4               | 161.4               | 173.5               | 197.9               | 225.2               | 249.2               | 234.8               | 185.4               | 135.1               | 84                  | 69.2                | 1,913               |
| 来源：infoclimat.fr |                     |                     |                     |                     |                     |                     |                     |                     |                     |                     |                     |                     |                     |

## 行政区划
蓬托米尔的市镇编号为63283，邮政编号为63380。
在行政管理方面，蓬托米尔隶属于法国奥弗涅-罗讷-阿尔卑斯大区多姆山省里永区；在地方选举方面，蓬托米尔隶属于圣乌尔斯县，其市镇范围全境被划入多姆山省第二选区；在社会管理方面，蓬托米尔是沙瓦农-孔布拉耶和火山市镇公共社区的办公驻地。
截至2023年7月，蓬托米尔市镇范围内暂无任何城市敏感街区及城市政策优先街区。
法国国家统计与经济研究所（简称）在进行数据统计时，未将蓬托米尔划入任何城市核心区（Unité urbaine）、城市区（Aire urbaine）及城市辐射区（Aire d'attraction）内。此外，还将蓬托米尔市镇整体看作一个“块区”（IRIS），以便于统计人口分布情况。

## 交通

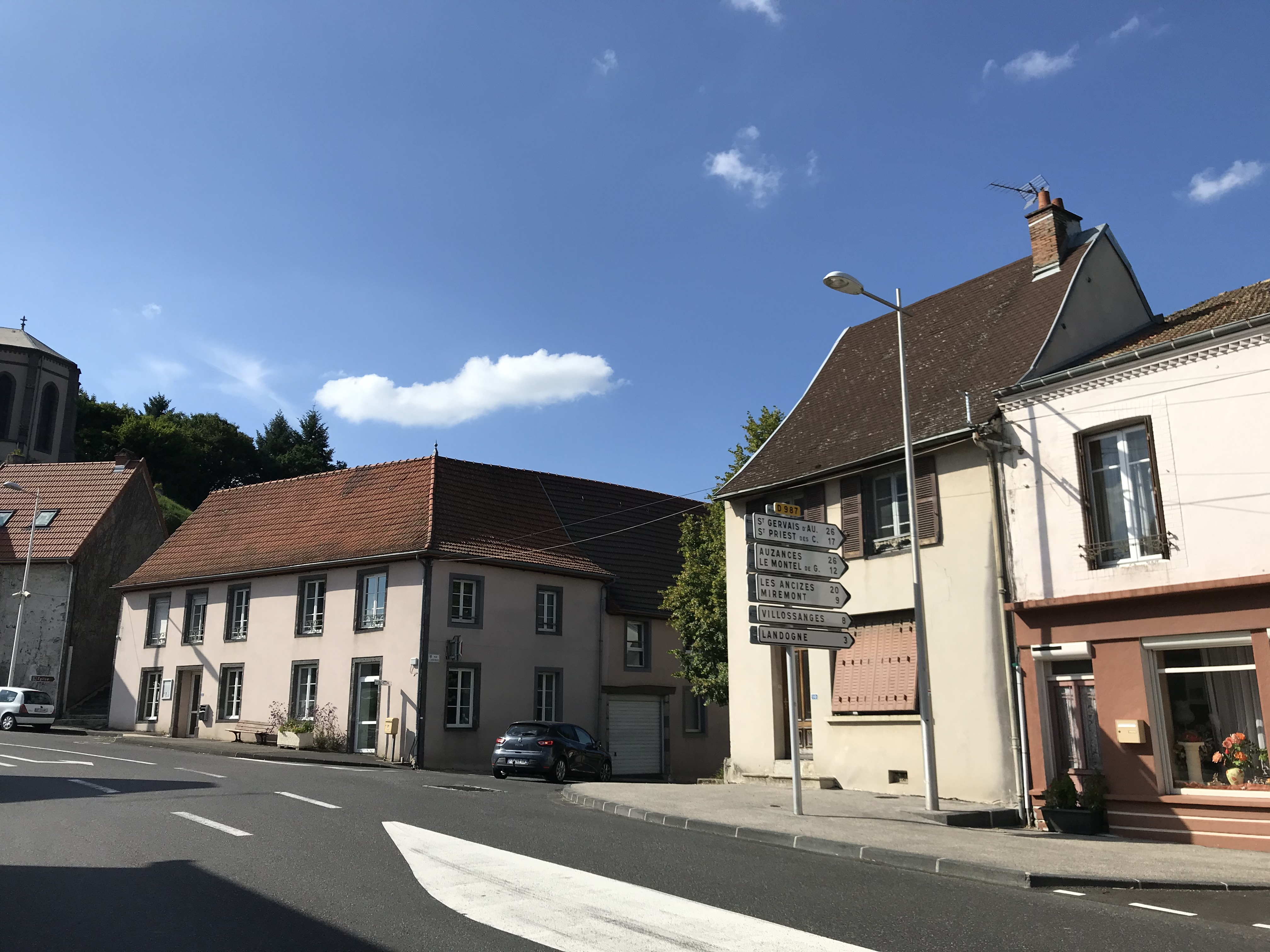
省道D941线和D987线的交汇点

### 公路
多姆山省省道D941线和D987线在蓬托米尔境内交汇。奥弗涅-罗讷-阿尔卑斯城际巴士（商业名称为）下属的P53线停靠蓬托米尔，可直通克莱蒙费朗。
| 34 | 131 |

| 26 | 16 |

| 克莱蒙费朗 | 41 |

| 沙马利耶尔 | 41 |

| 里永 | 43 |

| 欧藏斯 | 27 |

| 圣埃卢瓦莱米讷 | 42 |

| 拉斯蒂克堡 | 33 |

2019年，52.9%的蓬托米尔家庭拥有至少一辆私人汽车。2020年，蓬托米尔境内共发生各类交通事故1起，造成1人重伤。

### 铁路
距离蓬托米尔最近的运营中的客运铁路车站为33公里外的沃尔维克站，该站停靠往返于沃尔维克和克莱蒙费朗之间的区域列车。

### 航空
距离蓬托米尔最近的民用航空站为48公里外的克莱蒙机场。

### 城市公共交通
截至2023年7月，蓬托米尔暂无城市公共交通系统。

## 政治

### 市政内阁

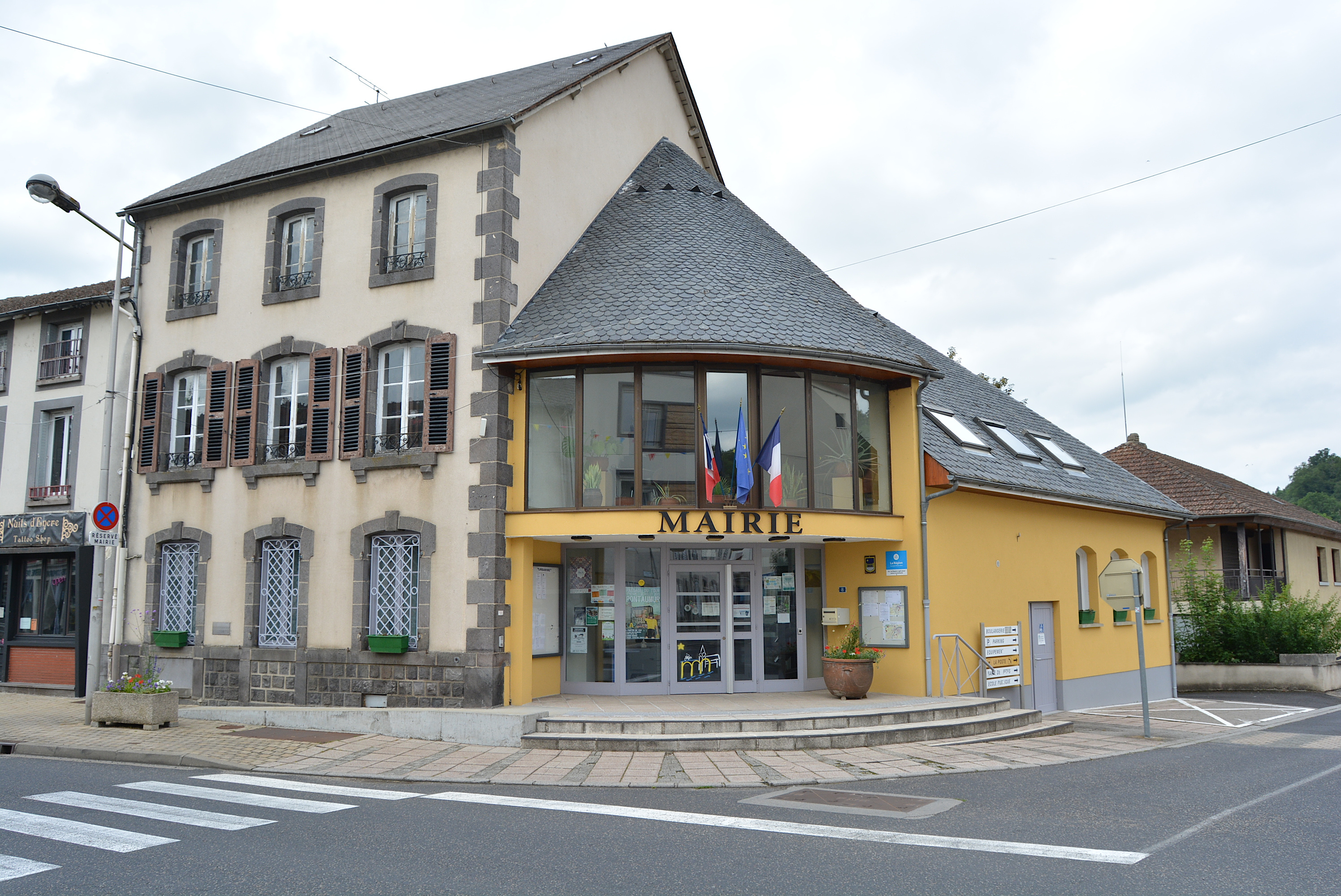
蓬托米尔市政厅

蓬托米尔的现任市长为夏尔·卡里亚先生（Charles CARRIAS），他是一名无党派人士，在2020年的市政选举中获得了100%的支持率（无其他候选人）。
| 蓬托米尔历届市长       | 蓬托米尔历届市长             | 蓬托米尔历届市长 |
| 任期                   | 市长                         | 党派             |
| ---------------------- | ---------------------------- | ---------------- |
| （2008年以前资料暂缺） |                              |                  |
| 2008年－2015年         | Nicole KACEDAN 妮科尔·卡塞当 | 不详             |
| 2015年－               | Charles CARRIAS 夏尔·卡里亚  | 無黨籍           |

### 各级选举
| 蓬托米尔历届投票选举结果 | 蓬托米尔历届投票选举结果 | 蓬托米尔历届投票选举结果 | 蓬托米尔历届投票选举结果 | 蓬托米尔历届投票选举结果      | 蓬托米尔历届投票选举结果 | 蓬托米尔历届投票选举结果 | 蓬托米尔历届投票选举结果      | 蓬托米尔历届投票选举结果 | 蓬托米尔历届投票选举结果 |
| 选举项目                 | 选举范围                 | 选区单位                 | 选区单位内的选举结果     | 选区单位内的选举结果          | 选区单位内的选举结果     | 选区单位内的选举结果     | 选区单位内的选举结果          | 选区单位内的选举结果     | 参考资料                 |
| 选举项目                 | 选举范围                 | 选区单位                 | 第一轮胜出者             | 第一轮胜出者                  | 支持率                   | 第二轮胜出者             | 第二轮胜出者                  | 支持率                   | 参考资料                 |
| ------------------------ | ------------------------ | ------------------------ | ------------------------ | ----------------------------- | ------------------------ | ------------------------ | ----------------------------- | ------------------------ | ------------------------ |
| 2017年法國總統選舉       | 法國                     | 市镇                     |                          | 埃马纽埃尔·马克龙             | 27.79%                   |                          | 埃马纽埃尔·马克龙             | 69.55%                   | [ 20 ]                   |
| 2017年法国立法选举       | 多姆山省第二选区         | 市镇                     |                          | 莫昂·阿穆穆                   | 32.44%                   |                          | 克里斯蒂娜·皮雷斯-博纳        | 66.1%                    | [ 20 ]                   |
| 2019年欧洲议会选举       | 法國                     | 市镇                     |                          | 若尔丹·巴尔代拉               | 24.89%                   | （不适用）               | （不适用）                    | （不适用）               | [ 22 ]                   |
| 2021年法国省级选举       | 多姆山省                 | 县                       |                          | 奥德蕾·马尼比 塞德里克·鲁若尔 | 51.89%                   |                          | 奥德蕾·马尼比 塞德里克·鲁若尔 | 66.76%                   | [ 23 ]                   |
| 2021年法国省级选举       | 多姆山省                 | 市镇                     |                          | 奥德蕾·马尼比 塞德里克·鲁若尔 | 66.76%                   |                          | 奥德蕾·马尼比 塞德里克·鲁若尔 | 75.35%                   | [ 23 ]                   |
| 2021年法国大区选举       |                          | 市镇                     |                          | 洛朗·沃基耶                   | 69.38%                   |                          | 洛朗·沃基耶                   | 72.48%                   | [ 24 ]                   |
| 2022年法国总统选举       | 法國                     | 市镇                     |                          | 玛丽娜·勒庞                   | 26.47%                   |                          | 埃马纽埃尔·马克龙             | 52.48%                   | [ 20 ]                   |
| 2022年法国立法选举       | 多姆山省第二选区         | 市镇                     |                          | 克里斯蒂娜·皮雷斯-博纳        | 33.94%                   |                          | 克里斯蒂娜·皮雷斯-博纳        | 63.51%                   | [ 20 ]                   |

## 人口
2020年，蓬托米尔市镇人口数量为632，在法国排名第14,079位。其中男性289人，女性345人，75岁及以上人口占17.4%，外籍人口数量为10人，人口密度为46人/平方公里，当地居民被称为（男性）或（女性）。2020年，蓬托米尔境内出生4人，死亡人口30人。
| 蓬托米尔1901年－2020年人口变化情况 |
|                                    |
| 数据来源：Cassini、INSEE           |

## 经济
蓬托米尔是一个区域性的中心市镇。截至2023年7月，蓬托米尔市镇范围内共有各类用人单位（包含自雇）157家，平均历史为23年，其中98.9%为中小型企业（PME），2023年5月至7月间，当地的经济活力指数为0.64%。

## 财政与居民收入

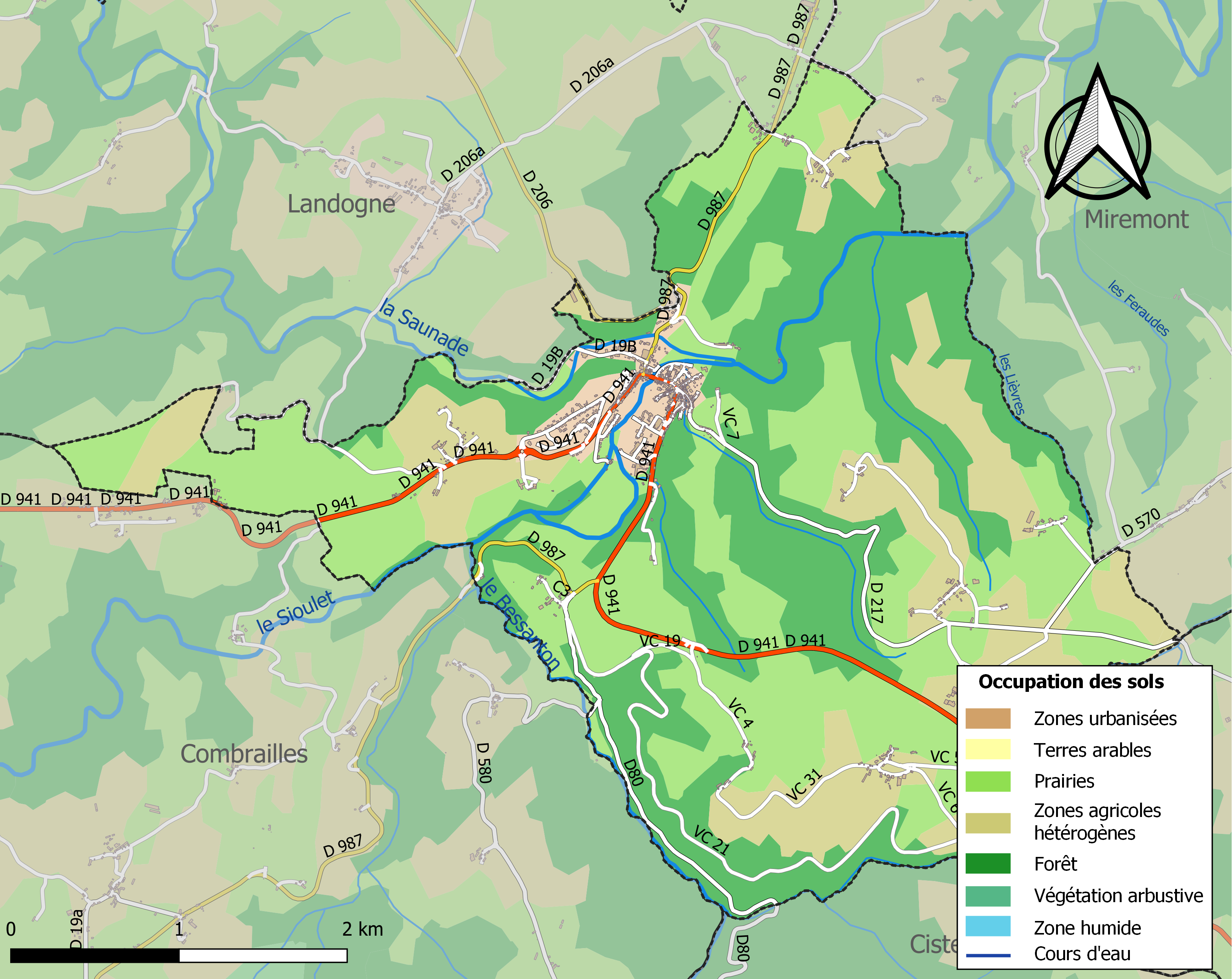
蓬托米尔土地利用情况地图

2021年，蓬托米尔的财政收入总额为902,760欧元，财政支出总额为751,030欧元，当年的债务总额为1,088,110欧元。2021年，蓬托米尔市镇通过增值税获得59,530欧元的收入，此外当地还共获得了83,540欧元的国家直接财政补助。
2020年，蓬托米尔的人均月收入总额为1,576欧元，低于法国平均水平（2,303欧元）。
2019年，蓬托米尔境内的青壮年（15至64岁）失业率为10.5%；当地34.4%的家庭拥有纳税资格，平均纳税1,611欧元，低于法国平均水平（4,393欧元）。

## 社会事务

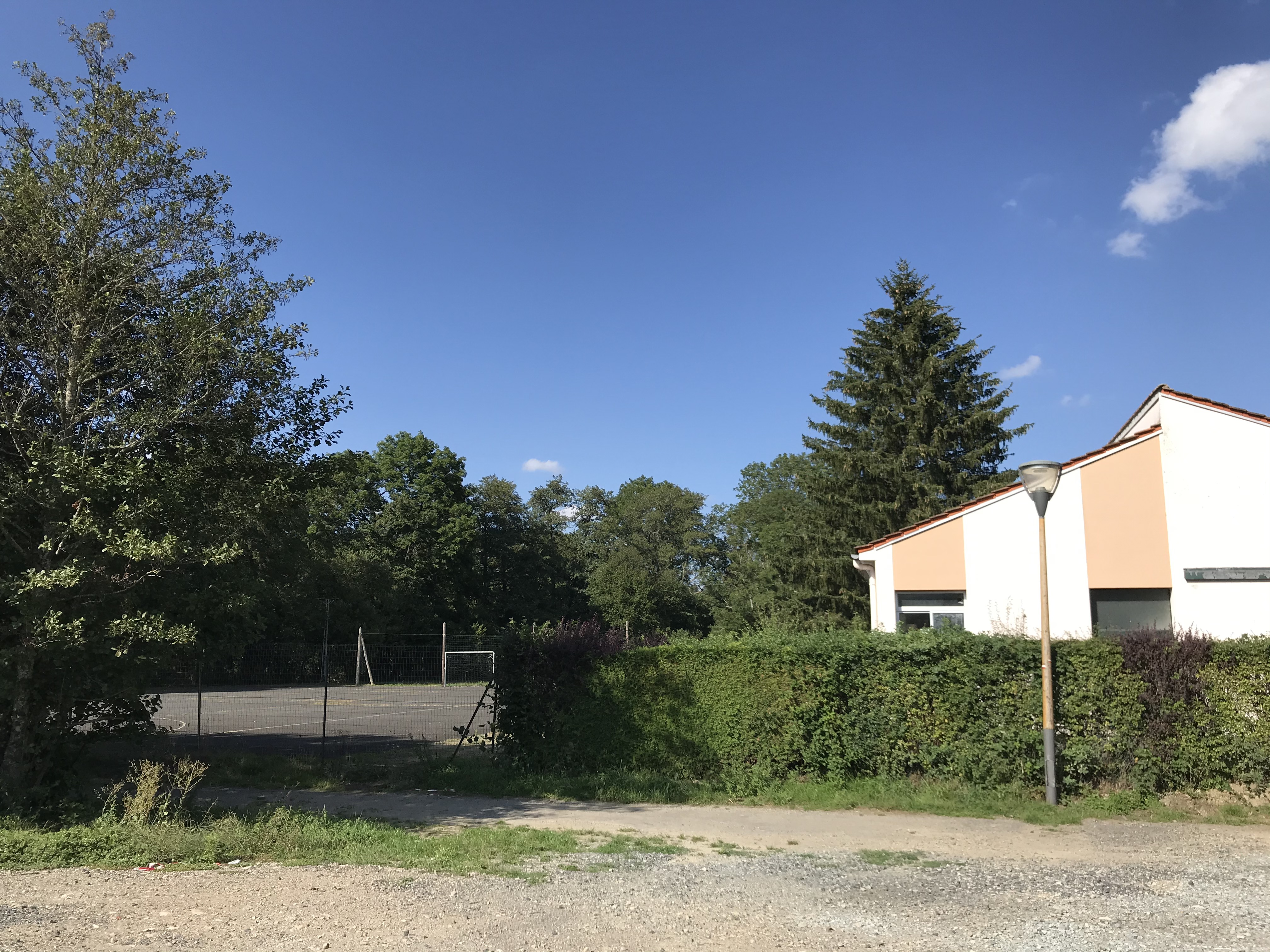
大普雷初级中学

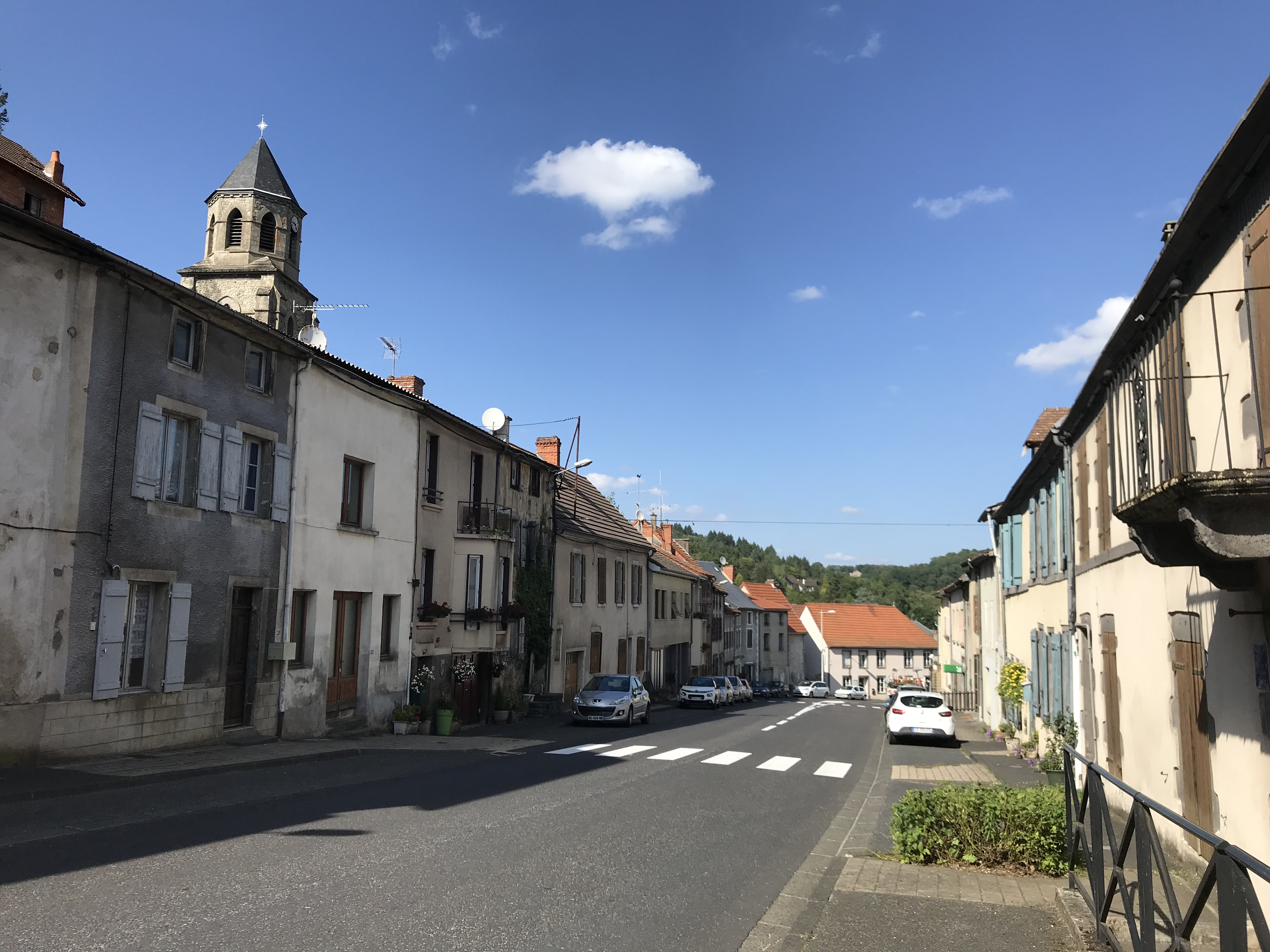
蓬托米尔镇中心的蓬大街

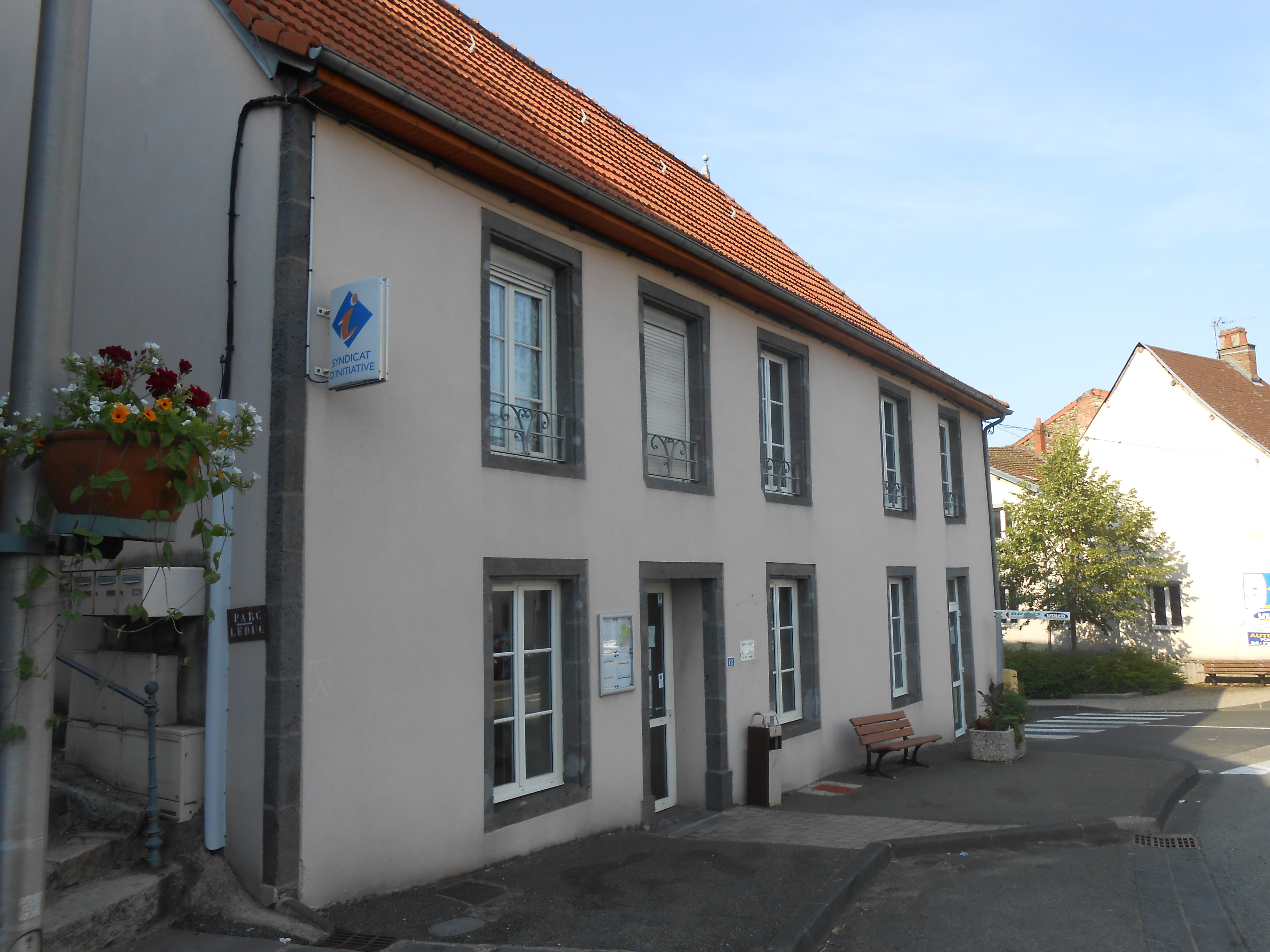
蓬托米尔旅游局

### 教育
蓬托米尔属于克莱蒙费朗学区。截至2021年1月1日，蓬托米尔境内共有1所小学、1所初级中学和1所农业高中。2021至2022学年度，蓬托米尔境内共有在校中等教育阶段学生165名。

### 医疗
截至2021年1月1日，蓬托米尔境内共有全科医生2名、保健师1名、牙医2名和护士7名。境内共有药房1家。
距离蓬托米尔最近的区域性医疗机构为里永中心医院（Centre Hospitalier de Riom），其主病区位于里永市区，距离蓬托米尔市区的正常车程大约45分钟，该院设有床位334个，是当地规模最大的公立综合性医院。

### 住房
2019年，蓬托米尔境内共有各类住房427套，其中81.3%为独立式居民区，18.3%为集中式居民区。常住房屋占蓬托米尔市镇范围内居民建筑总量的64.6%。
在住房保障政策方面，2021年，蓬托米尔境内共有86户家庭获得了住房经济补助，受益人数占总人口数量的13.6%，其中68份为房租补助。

### 商业
2021年，蓬托米尔境内共有各类实体商铺32家，其中餐厅3家、大型超市2家、面包房2家、肉铺2家、书店1家、美容美发店2家、汽车维修店5家。市区北部建有一家欧尚超市。

### 体育
2021年，蓬托米尔境内共有1间体育馆、1处网球场以及1处篮球或排球场。
截至2023年7月，蓬托米尔境内暂无任何注册足球俱乐部。
2023年环法自行车赛经过蓬托米尔。

### 环境
蓬托米尔的环境事务由其所属的沙瓦农-孔布拉耶和火山市镇公共社区联合各级政府协调负责。2021年，蓬托米尔境内暂无污染企业。

### 治安
2021年，蓬托米尔市镇范围内有1处宪兵队。
蓬托米尔及其附近的共135个市镇是里永国家宪兵队（zone gendarmerie de Riom）的管辖范围。2020年，该宪兵队累计记录各类案件2,846起，其中盗窃类案件1,350起，经济类案件727起，毒品交易类案件149起。

## 文化

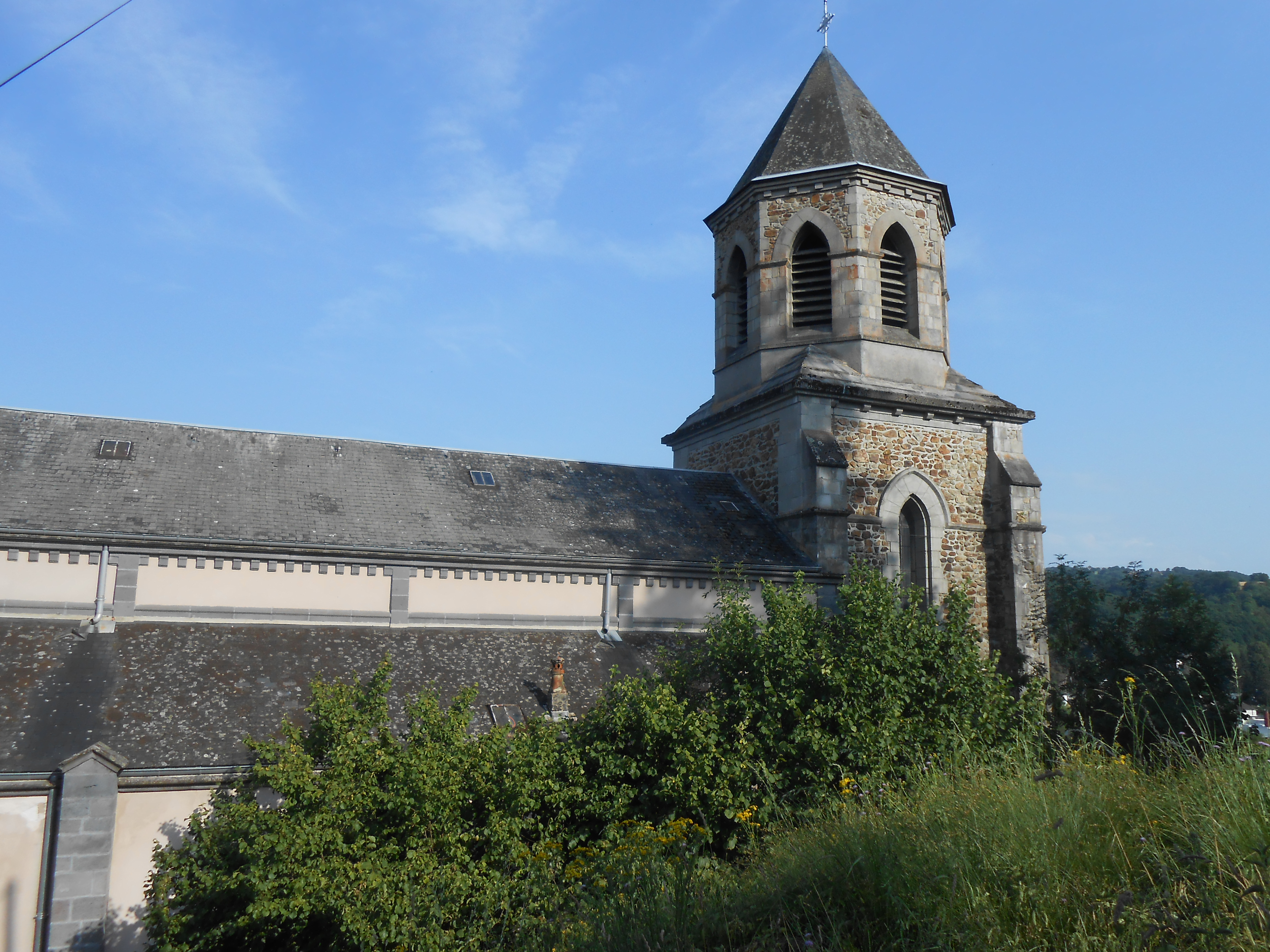
圣米歇尔教堂

2021年，蓬托米尔境内暂无任何文化设施。蓬托米尔境内建有图书馆，每周二、三、五向公众开放。

### 建筑
蓬托米尔境内有多处历史建筑，其中圣米歇尔教堂（Église Saint-Michel de Pontaumur）是当地的地标性建筑物。

### 旅游
蓬托米尔的旅游事务由其所属的沙瓦农-孔布拉耶和火山市镇公共社区负责。2022年，蓬托米尔境内共有2家酒店共计14间房间；另有1个露营地，可容纳共68辆露营车。

### 媒体
法国主要的媒体均可在蓬托米尔接收，法国电视三台下属的奥弗涅-罗讷-阿尔卑斯大区频道在部分时段播出蓬托米尔所在多姆山省的地方新闻。《山地报》、蓝色法兰西奥弗涅地区广播、Scoop广播等是当地主要的地方性媒体。

## 友好城市
截至2023年7月，蓬托米尔共与一座城市建立了友好城市关系：
- 德国 下韦尔特